# Nguyễn Thanh Phương
Nguyễn Thanh Phương (sinh 3 tháng 4 năm 1965) là đại biểu Quốc hội Việt Nam khóa 13, khóa 14 và khóa 15 thuộc đoàn đại biểu Cần Thơ. Hiện ông là Giáo sư, giảng viên cao cấp, Bí thư Đảng ủy và Chủ tịch Hội đồng trường - Trường Đại học Cần Thơ, Ủy viên Uỷ ban Khoa học, Công nghệ và Môi trường của Quốc hội.. Ông cũng là thành viên Hội đồng Giáo sư Nhà nước kiêm Chủ tịch Hội đồng Giáo sư Liên ngành Chăn nuôi - Thú y - Thủy sản nhiệm kỳ 2018-2023. Ông cũng đảm nhận chức vụ Trưởng Khoa Thủy sản (5/2002 đến 05/2012) và Phó Hiệu trưởng (6/2012-02/2018) Trường Đại học Cần Thơ.
Nguyễn Thanh Phương là Giáo sư Tiến sĩ chuyên ngành Nuôi trồng thủy sản của Khoa Thủy sản, Trường Đại học Cần Thơ. Ông tốt nghiệp Đại học tại trường Đại học Cần Thơ (1986), Thạc sĩ tại Viện Công nghệ Châu Á (AIT) tại Thái Lan (1992), và Tiến sĩ tại Viện Bách khoa Quốc gia Toulouse (Pháp) (1998). Ông đã và đang chủ nhiệm nhiều đề tài nghiên cứu khoa học trong nước và hợp tác quốc tế (13 đề tài các cấp trong nước và 15 đề tài hợp tác quốc tế). Ông đã chủ biên, đồng chủ biên và tác giả 8 sách chuyên khảo, tham khảo và giáo trình; tác giả và đồng tác giả của 120 bài báo trong các Tạp chí trong nước và 100 bài trong các Tạp chí quốc tế (hơn 80% bài thuộc ISI/SCOPUS), 10 chương sách quốc tế; chủ trì và tham dự hơn 30 hội nghị trong nước và quốc tế. Ông cũng đã hướng dẫn  thành công hơn 40 thạc sĩ và 15 tiến sĩ (trong đó 10 tiến sĩ ngoài nước).